# Unter blutrotem Himmel
Unter blutrotem Himmel ist ein Roman des US-amerikanischen Autors Mark Sullivan, der 2017 unter dem Titel „Beneath a Scarlet Sky: A Novel“ veröffentlicht wurde und 2018 in der Übersetzung von Peter Groth auf Deutsch erschien. Der historische Roman beschreibt nahe an realen Begebenheiten die Geschichte des zu Beginn 17-jährigen Milanesen Giuseppe „Pino“ Lella, der 1943 bis 1945 auf verschiedenen Wegen dem faschistischen Regime und besonders dem Nationalsozialismus als Fluchthelfer und Spion opponierte.

## Entstehungsgeschichte
In Vor- und Nachwort beschreibt der Autor, wie er am Tiefpunkt einer Schaffenskrise auf erzählte Fragmente der Lebensgeschichte von Pino Lella stieß. Von der Geschichte des Spions und Widerständlers fasziniert habe er Kontakt zu dem in Italien wohnenden Siebzigjährigen aufgenommen und mit ihm, einigen seiner Weggefährten sowie Historikern in Italien, Deutschland, Israel und den USA seine Geschichte im Kontext der letzten zwei Kriegsjahre rekonstruiert. Insgesamt arbeitete er von 2006 bis 2017 daran. Der wahren Geschichte wurden allerdings fiktive dramatisierende Aspekte hinzugefügt.
Der zeitweise als mehrbändiges Werk geplante Roman umfasst rund sechshundert Seiten und ist in fünf Teile unterteilt.

## Handlung

### Teil eins: Nessun Dorma – Niemand Schlafe
Die Geschichte beginnt mit Pino Lella, der am 9. Juni 1943 mit seinem zwei Jahre jüngeren Bruder Domenico Lella (Mimmo) und seinem Freund Carletto die Vorbereitungen auf die Bombardierung seiner Heimatstadt Mailand beobachtet und dabei erstmals auf den Mailänder Kardinal Alfredo Ildefonso Schuster und den Seminaristen Barbareschi trifft. In jugendlicher Vernarrtheit spricht er noch eine junge Frau namens Anna an und lädt sie für den Abend ins Kino ein. Er besucht zudem seinen Onkel Albert und seine Tante Greta in ihrem Taschengeschäft und trifft auf den dort einkaufenden Gestapochef für Oberitalien Walther Rauff. Schließlich kehrt er heim zu seinen wohlhabenden Eltern, die ebenfalls einen Taschenladen betreiben. Der von klassischer Musik begeisterte Vater Michele spielt Gitarre, während Pino in seinem Zimmer lieber über die BBC Jazz hört. Der von der amerikanischen Kultur Begeisterte schleicht sich schließlich aus dem Fenster zum Kino. Während Anna nicht erscheint, kommt sein Bruder Mimmo hinzu, der schon geahnt hatte, dass die zweite Karte übrigbleiben würde. Nach der Wochenschau und den ersten Minuten des Films beginnt allerdings ein Luftangriff auf Mailand und auch das Kino wird getroffen, aus dessen Trümmern sie sich leicht verletzt retten können. Durch das zerbombte Mailand und an Leichen vorbei eilen sie heim ins Modeviertel, wo die Eltern eine Feier veranstalten und auch sein Anfang zwanzigjähriger Verwandter Tullio Galimberti, den er als mutiges und charmantes Vorbild verehrt, zu Gast ist, da er in der Gegend ist, um Oberst Rauff zu verfolgen. An dem Abend hört er auch von Pogromen gegen Juden. Am nächsten Morgen erzählt er seinem Freund Carletto von dem Erlebnis.
Die folgenden Monate sind von weiteren Bombardierungen der Industrieregion Mailand, dem Vorrücken der Alliierten in Süditalien und einer Intensivierung der Naziherrschaft nach der Festnahme Mussolinis geprägt, weshalb Mimmo zur Casa Alpina geschickt wird. In dem Ferienlager in den Alpen, das von Pater Re geführt wird, waren beide Jungen in jungen Jahren und Mimmo findet dort nun Schutz. Die Lellas mit Pino, Mutter Porzia, Schwester Cicci und Vater Michele entscheiden sich schließlich mit der Familie seines Freundes Carletto Beltramini, die einen Obstladen betreiben, nachts mit Zügen aufs Land zu fahren, um vor den Bomben sicher zu sein. Die brennende Stadt aus der Ferne beobachtend spielen Pinos und Carlettos Väter für alle Anwesenden die Arie Nessun dorma (Niemand schlafe) aus Puccinis Oper Turandot. Während die italienische Regierung am 8. September 1943 offiziell kapituliert, wird Mussolini durch die Nazis befreit und die nationalsozialistisch durchherrschte oberitalienische Repubblica di Salò ausgerufen, in der der Krieg fortgeführt wird. Als dann die Wohnung der Lellas zerbombt wird, wird Pino ebenfalls zur Casa Alpina geschickt.

### Teil zwei: Die Kathedralen Gottes
Am Bahnhof wird Pino von dem gleichaltrigen Alberto Ascari abgeholt und nach Madesimo nahe der Casa Alpina gebracht. Der gute Skifahrer Pino und hervorragende Autofahrer Alberto verabreden sich dazu, sich gegenseitig Ski- und Autofahren beizubringen. Von Pater Re herzlich begrüßt reiht sich Pino als mit Abstand ältester bei den rund vierzig Jungen in der Casa Alpina ein und teilt sich dort ein Zimmer mit seinem selbstbewussten Bruder Mimmo.
Die folgenden Tage lässt Pater Re Pino gefährliche und anstrengende Wanderungen durch die umliegenden Alpen machen, wobei er darauf achten soll, unentdeckt zu bleiben. An den Abenden lernt er und am Wochenende übt er Autofahren, wobei er deutschen Patrouillen begegnet, die vor allem die Strecken zur neutralen Schweiz frequentieren und die Dorfbewohner kennenlernt. Erst nach einiger Zeit erfährt Pino den Zweck seiner Wanderübungen. Pater Re erzählt ihm von Pogromen an Juden, legt ihm sein Verständnis von Nächstenliebe dar und bittet Pino schließlich, Juden, die in die Casa Alpina gekommen sind, nachts über die gefährlichen Wege in die sichere Schweiz zu bringen. Auch abgestürzte Piloten und politisch Verfolgte bringt er und später auch andere Jungen über den Groppera in die Schweiz. Trotz der Kenntnis über die potentiell tödlichen Konsequenzen entschließt Pino sich zu helfen. Er erfährt zudem, dass der Seminarist Barbareschi und Kardinal Schuster in die Fluchthilfe involviert sind.
Pino sieht sich bei seiner Aufgabe mit vielfachen Hindernissen konfrontiert: Viele Flüchtende (mitunter Schwangere und Kinder) sind nicht gut gerüstet für die gefährliche Wanderung mit meterhohen Klettereinheiten und Abhängen, der Winter bringt neue Probleme bis hin zu Lawinen und der Kriminelle Tito mit seinem Trupp verbietet ihm gewalttätig unter Androhung des Todes, den etwas leichteren Weg zu nehmen. Allerdings findet er in seinem Bruder Mimmo zunehmend Unterstützung, ein Warnsystem informiert über Nazipatrouillen und an der schweizerischen Grenze wartet stets der Unterstützer Bergström. Während er immer wieder mit dem Leid der fliehenden Juden konfrontiert ist und er vom „binario 21“ (Bahnsteig 21) hört, von dem Juden nach Polen deportiert werden, findet die Gewalt auch im Dorf Madesimo Niederschlag. Dort stirbt der Wirtssohn Nicco, als er eine zurückgelassene Granate Titos findet und eine Silvesterfeier wird von eben jenem überfallen. Schon dort fasst Tito Pino als widerspenstig ins Auge. Nach einer besonders gefährlichen Wanderung, bei der Pino, Mimmo, eine fliehende Familie und die Schwangere Violinistin Signora Napolitano über viele Stunden in einer Hütte von einer Lawine eingeschlossen sind, spielt diese zum Abschied Nessun dorma.
Nach einigen Monaten der erfolgreichen Fluchthilfe wird die Gestapo auf die Casa Alpina aufmerksam. Als gerade Juden vor Ort sind, kommt Oberst Rauff mit mehreren Nazis zur Casa Alpina und bedroht Pater Re, der wie die anderen dort im Falle einer Unterstützung von Juden umgebracht werden soll. Rechtzeitig gewarnt, werden die Juden versteckt, indem das Vieh freigelassen wurde, was die Spuren der Juden verwischt, die sich im Wald verstecken. Der misstrauische Rauff, der Pino wiedererkennt, unterstützt die Jungen beim Einfangen der vermeintlich entlaufenen Bullen und zieht schließlich von dannen. Kurz darauf erhält Pino die dringende und besorgniserregende Nachricht, er solle schnell nach Mailand zurückkehren.

### Teil drei: Die Kathedralen der Menschheit
Der an Kraft und Selbstbewusstsein gewachsene Pino kehrt heim zu seinen Eltern. Angesichts seiner nachrückenden Volljährigkeit fordern sie ihn dazu auf, sich freiwillig bei der Organisation Todt zu melden. Während bei dieser nur harmlose Bautätigkeiten vollbracht würden, würden Zwangseingezogene gleich an die Ostfront geschickt, wo der sichere Tod warte. Nachdem das ursprüngliche Haus zerstört wurde, wohnt Familie Lella nunmehr in Etage 6 eines Hauses, in dem die Etage 5 für hochrangige Nazigäste reserviert ist und entsprechend von SS-Männern bewacht wird.
Ehe er sich entscheidet, wird er noch gebeten, für Tullio einen Auftrag zu vollbringen. Dieser wird selbst mittlerweile gesucht und ist zu einem Verhör im Hotel Regina vorgeladen, von wo aus er voraussichtlich in das berüchtigte Foltergefängnis San Vittore käme, in dem bereits der Seminarist Barbareschi saß. Er bringt geheime Dokumente zum versteckten Baka, der Funkkontakt zu den Alliierten hält und besucht noch seinen Freund Carletto. Als Tullio schließlich von der SS gefasst wird, entscheiden Pinos Eltern für den noch Minderjährigen trotz heftigen Widerstandes, vom Gegner der Nazis zu deren Kollaborateur zu werden, dass er zur Organisation Todt gehen soll.
Nach wenigen Monaten dort wird er bei einem Bombenangriff verletzt, bei dem sein Kollege stirbt, sodass er zurück in die Heimat kommt. In Mailand hilft er einem vor dem Laden seines Onkels und seiner Tante stehenden Fahrer bei der Reparatur des Motors eines Stabsfahrzeugs, wie er es bei Alberto Ascari gelernt hat. Der Mann, der von dem Fahrer gefahren wird, erkennt Pino als hilfreich. Als der Mann erfährt, dass Pino wie er selbst französisch kann, stellt er diesen mit sofortiger Wirkung als neuen Fahrer an. Von seinem Onkel erfährt er, dass es sich dabei um Generalmajor Hans Leyers handelt. Dieser ist Generalbevollmächtigter des Reichsministers für Rüstung und Kriegsproduktion für Italien und in der Darstellung Sullivans der zweitmächtigste Deutsche in Italien. Schnell entscheiden sie, dass Pino als Spion Leyers begleiten soll, der über Verteidigungsanlagen und andere militärisch relevante Informationen verfügt, aber niemand außer Pino, seinem Onkel und seiner Tante davon erfahren soll.
Ab dem 8. August 1944 fungiert Pino mit einem großen sechsrädrigen Wagen als Fahrer für Leyers. Als er Leyers erstmalig bei seiner Geliebten Dolly Stottelmeyer abholt, findet er in dem Dienstmädchen jene Anna wieder, die ihn Monate zuvor versetzt hatte und mit der er nun einige Worte wechseln kann. Zum Auto nimmt er einen verschlossenen Koffer Leyers mit, den er kurz versucht zu öffnen, wovon er aber rechtzeitig ablässt. Während der Fahrt arbeitet Leyers auf dem Rücksitz und gibt harsche Anweisungen. Beim ersten Ziel beobachtet Pino Leyers heimlich dabei, wie er grau gekleidete Menschen nach physischer Erscheinung selektiert, die Pino zuvor bei Trümmer- und ähnlichen Arbeiten gesehen hat. Beim nächsten Ziel begleitet Pino Leyers, um Notizen zu machen. In einem Tunnel sieht er Haufen von Rüstungsgütern und graugekleidete Arbeiter. Am Rande der Erschöpfung werden diese zur Arbeit gezwungen. In einem ruhigen Moment kann er mit einem der Männer, dem er Wasser gibt, sprechen und erfährt, dass sie wie Sklaven gehalten werden und Leyers mit seiner Organisation Todt maßgeblich dafür verantwortlich sei, Juden sowie politische- und Kriegsgefangene zur Arbeit bis in den Tod zu zwingen; Leyers bezeichnet er als den „Sklaventreiber des Pharaos“. Beim letzten Termin fungiert er für Leyers als Übersetzer, als dieser Mussolini in seiner Villa aufsucht. Mussolini scheint ihm dabei wie eine machtlose und hysterische Marionette Hitlers, während Leyer es später als Narrenhaus bezeichnet.
Nach Feierabend besucht Pino gleich seinen Freund Carletto in einem Café nahe dem elterlichen Obstladen beim Piazzale Loreto. Als unmittelbar davor ein Attentat auf deutsche Soldaten verübt wird, wird auch dessen Vater tödlich verletzt. Um zu ihm durchzukommen, zieht Pino seine Hakenkreuzbinde an und wird im Augenblick des Todes von Carlettos Vater für einen Verräter gehalten, der zu den Nazis gewechselt sei. Auch Carletto will nichts mehr mit Pino zu tun haben, zumal dieser sich nicht als Spion zu erkennen geben kann. Am Abend gibt Pino alles Gesehene an seinen Onkel weiter. Während General Karl Wolff als Vergeltung für das Attentat Italienische Widerständler umbringen möchte, bemüht sich Leyers mit Kardinal Schuster um eine Lösung, die zu weniger Gewalteskalation führt. Zwischendurch halten sie bei Leyers Unterkunft und während Pino im Wagen wartet, bringt Anna ihm Essen raus, wobei sie sich näher kennenlernen.
Dies Bemühungen um eine andere Lösung scheitert indes und Pino ist dabei, als im Gefängnis San Vittore im Stil der Dezimation italienische Widerständler für die Vergeltung ausgewählt werden. Unter ihnen ist auch Tullio. Mit Leyers fährt er zum Piazzale Loreto, an dem der Anschlag stattgefunden hat und beobachtet aus der Ferne mit dem verbitterten Leyers, wie alle an die Wand gestellt und erschossen werden. Trotz emotionaler Reaktion beteuert Pino, niemanden gekannt zu haben, um nicht selbst verdächtigt zu werden. Verstört berichtet Pino schnell seinen Verwandten vom Geschehenen und kehrt schließlich bei Leyers ein, der Dolly ausführt. Die Gelegenheit nutzt Pino, um in seinen Sachen nach dem Schlüssel für Leyers Koffer zu finden, den er stets mit wichtigen Unterlagen mitnimmt. Dabei von Anna erwischt, offenbart er seine Rolle als Spion und findet von ihr Unterstützung, sodass er einen Abdruck des Schlüssels erstellen kann, um ein Duplikat zu bekommen. Pino nun in neuem Licht sehend, küsst Anna ihn erstmalig. Als Pino wieder zuhause ist, ist auch sein Bruder Mimmo dort und zeigt sich von Pinos Uniform schockiert. Nach heftigem Streit zieht sich Pino zurück.
Die folgenden Wochen begleitet er Leyers zu verschiedenen Terminen, bei denen er wie Sklaven arbeitende Gefangene sieht, aber auch hilfreiche Informationen über Rüstungen und Befestigungen für die Alliierten erfährt. Diese detailliert an seinen Onkel weitergebend, erfährt er, dass sein Codename „Beobachter“ ist. Zugleich gibt es Alliierte Fortschritte in Süditalien und zunehmenden Widerstand wie auch Streiks in Oberitalien. Dabei zeigt sich Leyers zunehmend autoritärer und greift einmal sogar auf ein Telefonat mit Adolf Hitler zurück. Auf dem Heimweg wird das Fahrzeug Pinos und Leyers von einem britischen Kampfflugzeug angegriffen. Pinos Fahrgeschick rettet sie knapp, weshalb Leyers sich bedankt, freundschaftlicher wird und betrinkt. Er erzählt dabei auch von seiner Familie und lädt Pino zu sich ein, der wie vorher vereinzelt im Zwiespalt zwischen seinem Hass auf Leyer und Stolz für seine gute Leistung und Leyers Lob steht, wobei die Abscheu klar überwiegt. Er erfährt von Leyers zudem, sein Erfolg beruhe auf Gefallen, die andere ihm schuldeten, und dass er mit dieser Strategie schon vor Hitler gut gelebt habe, während Hitler gut lebe und nach Hitler gut leben werde. Gegen Ende des feuchtfröhlichen Abends erfährt Pino von Anna, dass sie indirekt für den Tod ihres Vaters bei einer Bootstour verantwortlich sei und sie unter anderem deshalb lieber in die Zukunft denn in die Vergangenheit schaue.
Ab Oktober 1944 spitzt sich die Lage zu und Leyers nutzt vermehrt SS-Männer und Männer der Organisation Todt, um Italienern insbesondere Nahrung wegzunehmen, um die Truppen zu unterstützen, was indes für Zulauf beim Widerstand sorgt. Rauff aufsuchend, kommt Pino zudem an Binario 21 vorbei, wo er jüdische Familien in Viehwagons sieht, die deportiert werden. Von Leyers erfährt er, dass sie nach Auschwitz kommen. Zudem besuchen sie erneut Mussolini, der auf einen Raum in Hitlers Notfallbunker hofft und bei einem anderen Treffen am Bahnhof beobachtet Pino Leyers heimlich, wie er Gold am Bahnhof einlagert und schließlich die Arbeiter, die davon wissen, mutmaßlich umbringt. Er bekommt aber auch die Möglichkeit, mit Anna einen Ausflug zu machen.

### Teil vier: Der Grausamste aller Winter
Während Mimmo für die erstarkende Resistenza kämpft, soll Pino ein Funkgerät in die Wohnung der Lellas schmuggeln. Das recht große Gerät muss allerdings an den SS-Wachen vorbei, weshalb er Anna um Hilfe bittet, mit der zusammen er hofft, leichter an den Wachen vorbeizukommen. Es funktioniert und da die übrige Familie über Weihnachten in Rapallo ist, sind sie allein zuhause, wo sie sich das erste Mal vereinigen, obwohl Pino erfährt, dass die 24-jährige Anna bereits verwitwet ist. Allerdings kommt auch Mimmo nachhause, der Pino als vermeintlichen Nazijungen bedroht. Einige Zeit später vergisst der viel beschäftigte Leyers bei Feierabend seinen Koffer im Wagen. Pino bringt ihn zu seinem Onkel und seiner Tante, die die Dokumente abfotografieren und als wichtige Lagepläne identifizieren. Beim Verlassen des bereits beschatteten Geschäfts trifft er auf Rauff, der ihn erkennt und dem er weismachen kann, er habe den Koffer reparieren lassen. Als er die folgenden freien Tage genießen will, erreicht ihn die Bitte einer Bekannten, die Leiche ihrer Tochter von einem Schlachtfeld von Partisanen und Faschisten zu bergen. In Lebensgefahr geraten, schafft er es und wird dabei mit dem Gräueln des Krieges wie aufgespießten Köpfen konfrontiert. Als das auch die Erinnerung an den toten Wirtsjungen, Tullio und Bahnsteig 21 wachruft, beschließt er, zu Pater Re zu fahren, der ihn empfängt, zuhört und Rat gibt. In dem Gebiet ist mittlerweile die 90. Garibaldibrigade aktiv. Den darauffolgenden Tag verbringt er mit Anna.
Bei der nächsten Fahrt holt Leyers etwas vom gelagerten Gold und kauft davon am Bahnsteig 21 vier jüdische Kinder frei, denen er einschärft, auf Nachfrage zu sagen, Hans Leyers habe sie gerettet, um sie sodann zu Kardinal Schuster zu bringen. Mit diesem trifft Leyers sich Wochen später, da Schuster mit seiner Hilfe eine Politik der verbrannten Erde in Italien verhindern will. Anna gedenkt derweil sich mit Dolly nach Innsbruck zurückzuziehen, aber nach Möglichkeit später nach Mailand zurückzukehren. Pino bemerkt, dass Leyers angesichts des nahenden Kriegsendes anderen Leuten wie Schuster und einem Fiat-Manager einen Gefallen tut, damit diese ihm später einen schulden, was Pino im Kontrast zu den bisherigen Gräueltaten wie eine schlechte Farce erscheint. Das wird untermauert, als er von der Befreiung von Auschwitz erfährt und was dort vorgefunden wurde, sowie von einem Ausflug mit Leyers zur Eroberung von Monte Castello, dessen brutales Treiben Leyers aus der Ferne regungslos bis sadistisch betrachtet. Derweil wurde Pinos Onkel von der SS verhaftet. Dennoch spioniert Pino weiter und erfährt so von den Zweifeln einiger hoher Nazis am Kriegsverlauf, Mussolinis Hoffen auf eine Wunderwaffe Hitlers und dem Brennerpass als neuralgischen Punkt für die Nationalsozialisten. Kurz darauf wird dieser erfolgreich vermehrt von alliierten Flugzeugen bombardiert und auch Leyers Grüne Linie wird durchbrochen.
Leyers bereitet infolgedessen den Rückzug deutscher Truppen vor und verbrennt im gesamten Einsatzgebiet Dokumente, die ihn und andere Offiziere belasten könnten. Zuhause ist derweil Pinos Verwandter Mario untergekommen, der für die Freie Italienische Luftwaffe Kampfpilot und als solcher abgestürzt ist. Doch auch Mimmo ist wieder zuhause, der mittlerweile von Pinos Tätigkeit erfahren hat und ihn für die Partisanen beauftragt, Leyers zu verhaften. Nachdem Pino eine Nacht mit Anna verbracht hat, äußern beide die Absicht, einander nach Ende des Krieges zu ehelichen. Noch am selben Tag soll Anna aber nach Innsbruck. Leyers beginnt, mit Delegierten der USA sowie später Schuster, Mussolini, SS-General Wolff und auch Partisanen eine gewaltarme Machtübergabe zu organisieren. Als Pino bei der Weiterfahrt Mimmo sieht, der mehrere kapitulierende Soldaten entwaffnet, bleibt er stehen, zückt die amerikanische Waffe, die Mimmo ihm gegeben hat und verhaftet den augenscheinlich überraschten Leyers. Er zwingt ihn mit vorgehaltener Waffe zu einer Partisanenadresse zu fahren, wo er Leyers abliefert und eine Bescheinigung der Partisanen bekommt, die ihn als Widerständler ausweist. Zum eigentlichen Ziel, zu Dolly (und damit auch Anna), kommen sie nicht mehr. Durch bürgerkriegsähnliche Umstände eilt Pino nachhause und feiert mit der Familie die Befreiung.
Am nächsten Morgen wird Pino wegen seiner Englischkenntnisse von Amerikanern um Major Knebel angefordert, für die er eine Feier organisieren soll. In Vorbereitung darauf erzählt er endlich auch seinem Freund Carletto von seiner wahren Tätigkeit, sodass sie sich vertragen und gemeinsam für die Amerikaner Boogie-Woogie aufspielen. Von der langen, alkoholreichen Feier kehrt er am nächsten Morgen benebelt zurück und kommt an vielen Leichen am Straßenrand vorbei. Im Park begegnet er Mario, der allerdings Sekunden später stirbt. Unter dem spontanen Vorwurf eines Passanten, der seine Uhr haben will, er sei Faschist, wird er erschossen und Pino, sichtlich mit ihm verbandelt, muss aus der Situation fliehen, in der zuerst geschossen und dann gefragt wird.
Als er am Hotel Regina, dem ehemaligen Hauptquartier der Gestapo, vorbeikommt und sieht, wie dieses durchsucht wird, eilt er zur Wohnung von Anna und Dolly, die er verwüstet vorfindet. Von einer Nachbarin erkannt, muss er erneut fliehen, als er merkt, dass er die Bescheinigung der Partisanen verloren hat. Betäubt von allem Erlebten, wird er von der Menschenmenge mitgezogen und findet sich im Innenhof des Castello Sforzesco wieder. Dort finden Hinrichtungen von Nazis und Faschisten statt und Pino findet unter ihnen Anna und Dolly wieder. Vom Schrecken und der Sorge ums eigene Leben gelähmt, handelt er nicht schnell genug und muss zusehen, wie die misshandelte Anna erschossen wird. Sichtlich erschüttert, wird er für einen Sympathisanten der Erschossenen gehalten und erneut verfolgt. Er versteckt sich auch in der Oper, wo er Proben der Arie Vesti la Giubba (Zieh das Kostüm an) aus Pagliacci (Die Clowns) hört, die ihm zur Tragik seiner Situation, seinem Verlust und seiner Trauer zu passen scheint. Vor den hartnäckigen Verfolgern flieht er weiter in den Dom, wo er sich zunächst zwischen Beichtstühlen versteckt. Erschöpft und überwältigt beichtet er einem Priester, er habe gesündigt. Er stürmt schließlich auf das Dach des Doms und von dem schlechten Gewissen geplagt, Anna nicht gerettet zu haben bzw. es nicht versucht zu haben, will er sich vom Dach stürzen. In letztem Augenblick erscheint hinter ihm Kardinal Schuster und kann ihn abhalten. Stattdessen bietet er ihm Verpflegung, Schutz und Seelsorge. Schließlich eilt er nachhause und erzählt der Familie von Marios Tod. Von Annas Tod erzählt er nichts, ist aber aufgelöst und gereizt, sodass er erschöpft schlafen geht.
Sein Vater und Onkel wecken ihn, um zum Cimitero Monumentale zu fahren, auf dem Leichen von den Straßen gesammelt werden. Sie hoffen, dort Mario finden und mitnehmen zu können. Sie teilen sich auf und suchen die Gänge ab. Den entstellten Mario gefunden, eilt er zu seinem Onkel, der entgegnet: „Ich verstehe jetzt, warum du gestern Nacht so aufgelöst warst. Und es… es tut mir so leid für dich. Sie schien eine so feine junge Frau zu sein.“ Am Boden zerstört, sucht Pino Annas Leiche auf, muss sie aber dort lassen, um nicht erneut als Kollaborateur verdächtigt zu werden. Nach einem qualvollen Abend geht er des Nachts erneut zum Friedhof, die Leiche ist da allerdings bereits verschwunden.
Pino sucht auf der Suche nach Carletto wieder Major Knebel auf, der mit ihm zur Esso-Tankstelle am Piazzale Loreto fährt. An dem Ort, an dem Tullio und die anderen Widerständler exekutiert wurden, liegen nun Leichen; auch jene von Mussolini. Dessen Leiche wird misshandelt und schließlich Kopfüber an der Tankstelle aufgehängt. Pino und Knebel ziehen sich angewidert zurück und treffen auf Carletto. Beiden unterbreitet Knebel die Bitte, einen gefährlichen Auftrag für die Vereinigten Staaten zu übernehmen. Beim Geräusch der einfahrenden amerikanischen Panzer willigen sie ein.

### Teil fünf: „Die Rache ist mein“, spricht der Herr
Knebel empfängt Pino und Carletto nachts, händigt ihnen Maschinenpistolen aus und eröffnet ihnen, dass sie einen Freund Amerikas durch das noch umkämpfte Gebiet zum Brennerpass bringen sollen. Als dieser vermeintliche Freund stellt sich General Leyers heraus. Nach einigem Überlegen stimmt Pino zu. Während der Fahrt zeigt sich Leyers selbstbewusst und zuversichtlich. Er hat einen schweren Koffer dabei, in dem Carletto Gold vermutet. Der verbitterte Pino vermutet, dass Leyers wieder mit Gefallen arbeitet. Gemeinsam schaffen sie es durch das Kriegsgebiet samt Beschuss und Umwegen und dank eines Passierscheins, der von Generalleutnant Mark Clark unterzeichnet und im Namen von Eisenhower ausgestellt ist.
An einem abgelegenen Ort in den Bergen steigt Leyers zur Erleichterung aus. Pino sieht seine Gelegenheit gekommen, Leyers zu erschießen und wird dabei von Carletto befeuert. Leyers beteuert seinen Wert für die Alliierten und erfährt aus den Vorwürfen Pinos, dass Dolly und Anna tot sind. Er macht sogleich Pino für Annas und Dollys Tod verantwortlich, weil er Leyers ausgeliefert habe, statt zu ihnen zu fahren. Von Schuldgefühlen übermannt und betäubt sowie demütig angesichts der Berge, die er immer mit Gottes Kathedrale assoziiert, kehrt er mit Leyers zum Wagen zurück. Kurz vor dem Ziel werden sie von einem Hindernis aufgehalten, dass sich als Falle von Tito herausstellt. Dieser erkennt Pino als den rebellischen Jungen aus der Casa Alpina wieder und droht ihm mit seiner Waffe in der Absicht, Leyers scheinbar wertvollen Koffer zu bekommen. Mit Leyers Hilfe können sie Tito allerdings zuvorkommen und ihn und seine Mitstreiter erschießen. Kurz darauf kommen sie an und Leyers wird in Empfang genommen. Er verabschiedet sich mit den Worten: „Jetzt verstehst du es, Beobachter.“ Pino versteht daraus, dass Leyers seit geraumer Zeit gewusst habe, dass Pino Spion gewesen sei und ihm bewusst Zugang zu Informationen verschafft habe. Carletto reißt ihn aus seinen Gedanken mit der Nachricht, dass Deutschland kapituliert habe.

### Nachwirken
In einem abschließenden Kapitel skizziert Sullivan das Weiterleben einiger Personen wie Schusters, Pater Res, Giovanni Barbareschis, Alberto Ascaris, Walther Rauffs, Major Knebels, Pinos Familie und seines lebenslangen Freundes Carletto. Auch Pinos Leben nach dem Krieg in Mailand, Rapallo, den USA und schließlich wieder in Oberitalien nahe des Lago Maggiore rekonstruiert er und beschreibt ihr Zusammenkommen. Auch von Leyers wohlhabendem und weitestgehend ungestörtem Leben in Eschweiler berichtet er.

## Historische Einordnung
In einem Gutachten für die Stadt Eschweiler, in der eine Straße nach Hans Leyers benannt war, dekonstruiert der Historiker Carlo Gentile einige Aspekte des Romans. Gentile betont sowohl stellenweise Nähe zum historischen Stoff, als auch Verzerrungen. Figuren wie Leyers, Kardinal Schuster, Barbareschi, Walther Rauff und Mussolini seien ebenso bezeugt wie die drei geschilderten Gewaltakte am Piazzale Loreto. Die Darstellung Leyers als zweitwichtigster Deutscher in Italien sei indes übertrieben: „Leyers Stellung im besetzten Italien [war] zwar bedeutend und einflussreich, jedoch in der Hierarchie der deutschen Dienststellen in Italien eher dezentral zu verorten“. Generälen wie Wolff sei er untergeordnet und auch sein Auftreten gegenüber Mussolini wäre sicher zurückhaltender gewesen. Zudem habe ihm die Organisation Todt – anders als suggeriert – nicht unterstanden. Auch seien die Arbeitsbedingungen der Italiener dort weniger drastisch gewesen als dargestellt. Die beschriebenen Umstände hätten so eher für Deportierte außerhalb Italiens gegolten. Allenthalben kommt Gentile zu dem Schluss, dass „Leyers Engagement im Zweiten Weltkrieg weit über das Maß der „reinen Pflichterfüllung“ hinausging und er wesentlichen Anteil an der Perfektionierung der Ausbeutungsstrukturen im besetzten Italien hatte, wodurch er aus eigener Initiative dazu beitrug, den Krieg zu verlängern“.
Zudem wird Sullivan und in dem Zusammenhang auch Lella vorgeworfen, erhebliche Teile der Geschichte erfunden oder stark abgewandelt zu haben. Wie er Juden über die Berge in Sicherheit brachte und seine spätere Arbeit als Spion, sei womöglich erfunden, um von seiner freiwilligen Verpflichtung bei der Organisation Todt abzulenken. Kritiker weisen darauf hin, dass er während des Krieges nicht in der Casa Alpina gewohnt habe und wichtige Details über Wege, die Lage der Schweizer Grenze während des Krieges und einen See, der in seiner Geschichte vorkommt, aber erst nach dem Krieg existierte, falsch angegeben habe. Die Kritik rührt auch daher, dass es keine unabhängigen Bestätigungen für irgendwelche Elemente von Lellas Geschichte gibt, auch nicht von den Juden, die Lella angeblich gerettet hat, oder von anderen Kollaborateuren oder überlebenden Mitgliedern des italienischen Widerstands (oder irgendeine Erwähnung in ihren Aufzeichnungen).

## Trivia
In Eschweiler, dem letzten Wohnort Hans Leyers, war zeitweise eine Straße nach ihm benannt. Dort war er als frommer und wohlhabender Wohltäter aufgetreten. Nach Erscheinen des Romans veranlasste der Stadtrat eine Prüfung und schließlich Änderung des Straßennamens.